# Liste antiker Ortsnamen und geographischer Bezeichnungen/Bi
| Lateinischer Name | Griechischer Name                                      | Beschreibung                                                         | Heute | Quellen und Verweise   | Lage |
| ----------------- | ------------------------------------------------------ | -------------------------------------------------------------------- | --- | ---------------------- | ---- |
| Biabanna          |                                                        |                                                                      | | Smith;                 |      |
| Bias              | Βίας (Bias)                                            | kleiner Fluss in Messenien                                           | | Smith;                 |      |
| Biatia            |                                                        |                                                                      | | Smith;                 |      |
| Bibacta           |                                                        |                                                                      | | Smith;                 |      |
| Bibali            |                                                        |                                                                      | | Smith;                 |      |
| Bibe              |                                                        |                                                                      | | Smith;                 |      |
| Biblis            | Βιβλίς (Biblis)                                        | Quelle nahe Milet                                                    | | Smith;                 |      |
| Bibra             |                                                        | römische Festung an der britannischen Küste                          | möglicherweise bei Beckfoot in Cumbria, England                                                          | PECS;                  |      |
| Bibracte          |                                                        | Hauptstadt des gallischen Stammes der Haeduer                        | Gemeinde Saint-Léger-sous-Beuvray (Département Saône-et-Loire) im Morvan auf dem Gipfel des Mont Beuvray | PECS; Pleiades; Smith; |      |
| Bibrax            |                                                        | Stadt der belgisch-keltischen Remer                                  | | Smith;                 |      |
| Bida              | Βίδα κολωνία (Bida kolōnia), Βήδα, Βοήδα (Bēda, Boēda) | Stadt in der nordafrikanischen Provinz Mauretania Caesariensis       | Djemaa Saharidj in Algerien                                                                              | Smith;                 |      |
| Bidis             |                                                        |                                                                      | | Smith;                 |      |
| Biducesii         |                                                        |                                                                      | | Smith;                 |      |
| Biennus           |                                                        |                                                                      | | Smith;                 |      |
| Biessi            |                                                        |                                                                      | | Smith;                 |      |
| Bigerra           |                                                        |                                                                      | | Smith;                 |      |
| Bigerriones       |                                                        |                                                                      | | Smith;                 |      |
| Bigeste           |                                                        | römisches Militärlager in Dalmatia                                   | Kastell Gračine bei Humac (Gemeinde Ljubuški) in Bosnien und Herzegowina                                 | PECS; Pleiades;        |      |
| Bilbilis          | Βίλβιλις (Bilbilis)                                    | Stadt der Keltiberer in der römischen Provinz Hispania Tarraconensis | Cerro de Bámbola nahe Calatayud (Provinz Saragossa)                                                      | PECS; Smith;           |      |
| Billaeus          | Βιλλαῖος (Billaios)                                    | Fluss in Bithynien                                                   | Filyos Çayı                                                                                              | Smith;                 |      |
| Bingium           |                                                        | römisches Kastell und Vicus am Rhenus                                | Bingen am Rhein                                                                                          | PECS; Smith;           |      |
| Biriciana         |                                                        | römischer Garnisonsort am Rätischen Limes                            | Reste in Weißenburg in Bayern                                                                            |                        |      |
| Birtha            | Βίρθα (Birtha)                                         | Stadt in Mesopotamien am Tigris                                      | Tikrit im Irak                                                                                           | Smith (1);             |      |
| Birtha            | Βίρθα (Birtha)                                         | Stadt in Osrhoene am östlichen Ufer des Euphrat                      | Birecik in der Türkei                                                                                    | Pleiades; Smith (2);   |      |
| Birtha            | Βίρθα (Birtha)                                         | Stadt in Arabia deserta am Euphrat südöstlich von Thapsakos          | | Smith (3);             |      |
| Bis               | Βίς (Bis)                                              | Stadt in der Satrapie Aria (historische Region)                      | Bost in der afghanischen Provinz Helmand                                                                 | Smith;                 |      |
| Bisaltes          |                                                        |                                                                      | | Smith;                 |      |
| Bisaltia          | Βισαλτία (Bisaltia)                                    | Distrikt in Makedonien                                               | Gemeinde Visaltia                                                                                        | Pleiades; RE; Smith;   |      |
| Bisanthe          |                                                        |                                                                      | | Smith;                 |      |
| Bistones          |                                                        |                                                                      | | Smith;                 |      |
| Bistonis          |                                                        |                                                                      | | Smith;                 |      |
| Bitaxa            |                                                        |                                                                      | | Smith;                 |      |
| Bithra            |                                                        |                                                                      | | Smith;                 |      |
| Bithyas           |                                                        | siehe Bathynias                                                      | |                        |      |
| Bithyni           |                                                        |                                                                      | | Smith;                 |      |
| Bithynia          | Βιθυνία (Bithynia), Βιθυνίς (Bithynis)                 | Bithynien, Landschaft im nordwestlichen Kleinasien                   | | RE; Smith;             |      |
| Bithynium         | Βιθύνιον (Bithynion)                                   | Stadt in Bithynien, später Claudiopolis bzw. Bithynia Hadriana       | Bolu in der Nordwest-Türkei                                                                              | RE; Smith;             |      |
| Bitia             | Βιθία (Bithia)                                         | Stadt an der Südküste Sardiniens                                     | Chia, ein Ortsteil von Domus de Maria auf Sardinien                                                      | RE;                    |      |
| Bituriges         |                                                        | Biturigen, ein keltischer Volksstamm in Gallien                      | | Smith;                 |      |
| Bituriges Cubi    |                                                        |                                                                      | | Smith;                 |      |
| Bituriges Vivisci |                                                        |                                                                      | | Smith;                 |      |
| Bizone            | Βιζώνη (Bizōnē)                                        | Stadt in Moesia inferior                                             | Kavarna in Bulgarien                                                                                     | Smith;                 |      |
| Bizya             | Βιζύη (Bizyē)                                          | Stadt in Ostthrakien                                                 | Vize in der türkischen Provinz Kırklareli in Ostthrakien                                                 | PECS; Smith;           |      |